# Johann Maier (ebraista)
Johann Maier (Arriach, 15 maggio 1933 – Mittenwald, 16 marzo 2019) è stato un teologo e biblista austriaco, ebraista e studioso del Talmud.
Nel 1966 Fondò l'istituto Martin Buber dell'Università di Colonia, che fu la seconda facoltà di studi ebraici aperta in ordine di tempo in Germania, dopo quella della Libera Università di Berlino (istituita da Jacob Taubes nel 1963), seguita da quella dell'Università di Francoforte (Arnold Goldberg, nel 1968).
Diresse per trent'anni l'istituto fino al pensionamento nel '96, quando si trasferì a Mittenwald, nell'Alta Baviera.

## Talmud e Gesù storico
Johann Maier si occupò della datazione e della genesi storica dei passaggi del Talmud riferibili a Gesù Cristo.
Joseph Klausner rilevò possibili tracce del Gesù storico nei versi del Talmud riferiti alle popolazioni Tannaim (vissuti tra il 20 e 220 a.C.) ed Amoraim (attestati tra il 230-500 a.C.). Maier negò l'esistenza di riferimenti a Gesù nei versi relativi ai Tannaim, ed affermò che quelli riferiti agli Amoraim erano databili fra il tardo e il post-talmudico. In merito al codice Sanhedrin 43a del Talmud babilonese, ha ipotizzato che il mago condannato a morte di cui parla il manoscritto sia Yeshua ben Panthera, vissuto nel secondo secolo, e che l'identificazione errata con Gesù di Nazareth deriverebbe dalla redazione in età post-talmudica di un passaggio relativo a Pandera.
In modo analogo, sostenne che il Yeshua di cui parla il codice Sanhedrin 107b fosse inizialmente riferito a Gehazi, servitore di Eliseo (2 Re 5:20-27) e un'interpolazioni successiva avrebbe portato all'identificazione con Gesù.
Le tesi di Maier muovono dall'assunto generale secondo il quale gli Ebrei palestinesi non ebbero relazioni col cristianesimo fino al tempo dell'imperatore Costantino. Secondo William Horbury, professore di studi ebraici e del cristianesimo primitivo al Corpus Christi College di Cambridge, ciò sarebbe invece smentito dall'avversione degli Ebrei residenti in Palestina nei confronti dei cristiani, e dalla solidarietà fra le comunità ebraiche sparse dell'impero romano.
Robert Van Voorst scrisse che la posizione di Meier era diametralmente opposta, più radicale ed acritica di quella espressa da Travers Herford nel 1906: se da un lato Maier asserì che i riferimenti a Gesù nel Talmud fossero aggiunte ed interpolazione medioevali, Herford affermò al contrario che tutti i testi fossero fedeli all'originale.

## Filosofia ebraica
Uno dei principali campi di ricerca di Maier furono i collegamenti fra la filosofia giudaica e la storia della filosofia, analizzati in Intellektualismus und Mystik als Faktoren jüdischer Selbstdefinition del 1985.